# Bicyclus schoutedeni
Bicyclus schoutedeni är en fjärilsart som beskrevs av Frans G.Overlaet 1954. Bicyclus schoutedeni ingår i släktet Bicyclus och familjen praktfjärilar. Inga underarter finns listade i Catalogue of Life.